# 서울 봉은사 괘불도
서울 봉은사 괘불도(서울 奉恩寺 掛佛圖)는 서울특별시 강남구 삼성동, 봉은사에 있는 조선시대의 불화이다. 2007년 9월 27일 서울특별시의 유형문화재 제231호로 지정되었다.

## 개요
1886년 헌종의 후궁인 순화궁 김씨(順和宮 金氏)를 비롯한 여러 상궁들의 시주에 의해 조성된 것으로, 원통불사(圓通佛事)를 기념하며 제작되었다. 19세기 서울, 경기지역의 대표적 화승 가운에 한 사람인 대허체훈(大虛 軆訓)이 출초하고 영명천기(影明天機)와 긍조(亘照), 돈조(頓照)가 함께 제작하였다. 면본으로, 4폭의 천을 이어 그림을 그리고 양쪽에 나무 봉으로 마감하였는데, 세로 686cm, 가로 394.5cm의 거대한 화면에 1불 2보살, 2제자만을 그린 간단한 구도를 취하고 있다.
화면의 중앙에는 석가모니불을 큼직하게 배치하고 왼쪽(향우)에 가섭존자, 오른쪽에 아난존자를 그렸으며, 하단부에는 문수보살(동자)과 보현보현(동자)가 각각 사자와 코끼리 위에 올라타고 있는 모습을 그렸다. 석가모니는 화형(花形)의 두광과 신광을 지니고 정면을 향해 당당하게 서서, 오른손은 어깨 높이로 들어 올려 활짝 핀 백련(白蓮)을 들고 있으며 왼손은 가슴 가운데로 당겨 손가락을 맞대고 있다. 이처럼 꽃을 들고 있는 석가모니의 모습은 석가모니가 연꽃을 들어 보이니 가섭존자 만이 그 뜻을 알고 빙그레 웃었다는, 선종의 교법을 단적으로 표현한 염화시중(拈花示衆)을 상징하는 것으로, 이 작품에 앞서 《성주 선석사 영산회 괘불탱》(1702년), 《예천 용문사 영산회괘불탱》(1705년), 《부여 오덕사 괘불탱》(1768년), 《남장사 괘불》(1788년), 《개운사 괘불》(1879년) 등에서 볼 수 있는데, 개운사 괘불의 제작에 참여한 대허 체훈(大虛 體訓)과 만파 돈조(萬波 頓照)가 봉은사 괘불의 조성에도 관여하고 있어 유사한 도상이 적용되지 않았나 생각된다. 이후 이러한 도상은 화장사 괘불(1901년)로 이어졌다. 얼굴은 이마부분이 넓고 턱 부분이 둥근 편으로 이목구비가 작게 묘사되었으며, 육계가 높고 뾰족하며 중간계주와 정상계주가 뚜렷하다. 신체는 어깨가 넓고 건장한데, 안에 군의를 입고 왼쪽 어깨에 붉은 대의를 걸친 후 대의 자락을 오른쪽 어깨에 살짝 걸친 변형된 통견식이다. 대의에는 화형의 원문 안에 파도문이 정교하게 그려진 황색의 문양이 그려져 있으며, 청색의 내의에도 잔잔한 꽃문양이 시문되어 아름다움을 더하고 있다. 석가모니의 광배는 두광은 녹색, 신광은 노란색인데 바깥쪽에는 붉은 화염이 활활 타오르고 있다.
석가모니의 좌우에는 가섭존자(향우측)와 아난존자(향좌측)가 본존을 향해 합장하였다. 두 존자 모두 얼굴에 비하여 신체가 너무 비대하여 약간은 불균형해 보이는데, 그로 인해 중앙의 석가모니가 더욱 크게 느껴진다. 가섭존자는 본존과 같은 문양이 시문된 붉은색의 옷을 걸치고 가슴 앞으로 두 손을 모아 본존을 향하고 있다. 노년의 존자를 상징하듯 앞머리가 다 빠진 노인의 모습으로, 길게 늘어진 흰 눈썹과 코밑, 턱밑의 흰 수염, 꾹 다문 입술, 형형하게 살아있는 눈빛, 깊게 패인 이마의 주름, 뼈가 다 드러나는 야윈 목 등이 오랜 세월 수행에 전념한 나한의 참모습을 잘 묘사하고 있다. 이러한 모습은 강한 음영법의 사용으로 인하여 더욱 극적인 효과를 주고 있다. 반면, 건장한 청년모습의 아난존자는 두 손을 가지런히 모으고 본존을 향해 합장하였다. 가섭존자와 대조적으로 표현하려는 의도에서인지 아난존자의 얼굴은 눈과 코, 목 부분에 옅게 바림질을 했을 뿐 음영을 거의 가하지 않았다.
한편, 화면의 하단부는 노란색과 주황색으로 바탕을 칠하고, 본존의 광배와 동일한 모습의 화형 광배 안에 사자와 코끼리를 타고 있는 문수보살과 보현보살이 그려져 있다. 두 보살은 두 손으로 비스듬히 백련과 모란꽃을 들고 각각 사자와 코끼리에 올라타 마주보고 있는데, 일반적으로 보관을 쓰고 천의를 입은 보살형이 아닌 쌍계(雙紒)의 동자형(童子形)으로 묘사되었다. 어깨에는 운견(雲肩)을 걸치고 쌍계에는 붉은 리본을 묶은 채 황색 사자와 흰 코끼리 위에 반가좌의 형태로 걸터앉은 문수보살과 보현보살, 앞으로 나아가려는 사자와 코를 높이 들고 부르짖는 듯한 코끼리는 19세기 후반 서울, 경기지역의 괘불에 전형적으로 등장하는 모습으로, 《흥천사 괘불》(1832)과 《안양암 괘불》(1882년), 《봉원사 괘불》(1901년), 《흥국사 괘불》(1902년) 등에서도 동일한 모습을 볼 수 있다.
채색은 적색과 황색과 청색, 녹색, 노란색, 흰색, 주황색 등이 많이 사용되었는데, 특히 본존의 신체를 황색으로 칠하는 기법은 서울, 경기지역의 동일한 도상의 괘불에서 공통되는 특징으로서, 지역적 특징을 잘 보여준다. 또한 구도에 있어서도 화면을 꽉 채워 그리는 19세기 후반 서울, 경기지역의 괘불형식을 답습하고 있다.
화기에 의하면 1886년 5월 26일 원통불사(圓通佛事)를 시작하여 6월 5일에 회향하였다고 하였는데, 원통불사는 관음보살과 관련된 불사라는 점에서 이 괘불은 19세기 활발하게 시행되었던 수월도장공화불사(水月道場空花佛事)와 관련하여 제작된 작품으로 추정된다.
화기 
光緖十二年丙戌榴夏 掛佛幀一𨋀新造成 奉安于 廣州府修道山奉恩寺 緣化秩 證明虎峯應奎 淸霞包舍 海翁智般 誦呪比丘啓天 片手影明天機 出草大虛軆訓 金魚比丘 亘照頓照 別座比丘泰還 都監靜海法天 供司比丘戒定 鐘頭比丘若訥 化主春 潭世恩 大施主秩 順和宮壬辰生金氏 壽厯千秋 乾命 丙午生金文連 乾命 戊子生李氏 坤命己亥生金氏 兩位 乾命辛亥生李載淳 坤命癸丑生洪氏 兩位 乾命丙寅生黃延壽 坤命丙寅生李氏 兩位 乾命丙戌生朴氏 坤命丙戌生金氏 兩位 引勸大施主 尙宮信女乙酉生金氏大覺華 尙宮信女辛巳生金氏淸淨華 圓通佛事始神供五月二十六日 點眼回向 六月初五日

이 불화는 화면을 압도할 만큼 큰 석가모니불 또는 삼세불을 중심으로 가섭존자와 아난존자, 문수동자와 보현동자 등을 간략하게 묘사한 형식이 《흥천사괘불》(1832년)에서 시작되어 《봉은사괘불》(1886년)을 비롯하여 그 후 《화장사괘불》(1901년), 《연화사괘불》(1901년), 《고양 흥국사괘불》(1902년), 《미타사괘불》(1915년) 등으로 이어지는 19세기 후반~20세기 초의 서울, 경기지역의 전형적인 괘불형식을 따르고 있다. 보존상태도 양호할 뿐 아니라 19세기 왕실발원 불화의 하나이자 당시 서울, 경기지역의 괘불형식을 대표하는 작품이므로 서울시 유형문화재로 지정한다.

## 참고 자료
- 봉은사 괘불도 - 국가유산청 국가유산포털